# Philautus regius
Philautus regius är en groddjursart som beskrevs av Kelum Manamendra-Arachchi och Rohan Pethiyagoda 2005. Philautus regius ingår i släktet Philautus och familjen trädgrodor. Inga underarter finns listade i Catalogue of Life.